# Maorineta mollis
Maorineta mollis är en spindelart som beskrevs av Alfred Frank Millidge 1988. Maorineta mollis ingår i släktet Maorineta och familjen täckvävarspindlar. Inga underarter finns listade i Catalogue of Life.